# Logopedie
Logopedia (cuvântul provine din greaca veche: λόγος / lógos = a vorbi, iar παιδεύειν / paideuein = a educa; împreună: educarea vorbirii) desemnează specialitatea din medicină care se ocupă de vindecarea și refacerea vocii și a vorbirii. Conceptul de logopedie a fost introdus de către medicul vienez Emil Fröschels prin anii 1913 - 1924.
Logopedia este o ramură a pedagogiei speciale care se ocupă cu deficiențele de limbaj și cu corectarea lor.
În decursul vremii conceptul a suferit unele modificări. În zilele noastre prin logopedie se înțelege o specialitate terapeutico-medicală care se ocupă de persoanele ce au greutăți în comunicația cu alte persoane din cauza unui deranjament de vorbire, limbă, voce, înghițit, auz sau respirație.
Logopezii se axează, atât în teorie cât și în practică, pe cercetarea, prevenirea, diagnosticul, terapia și reabilitarea acestui gen de deranjamente.